# Pandemia di COVID-19 in Texas

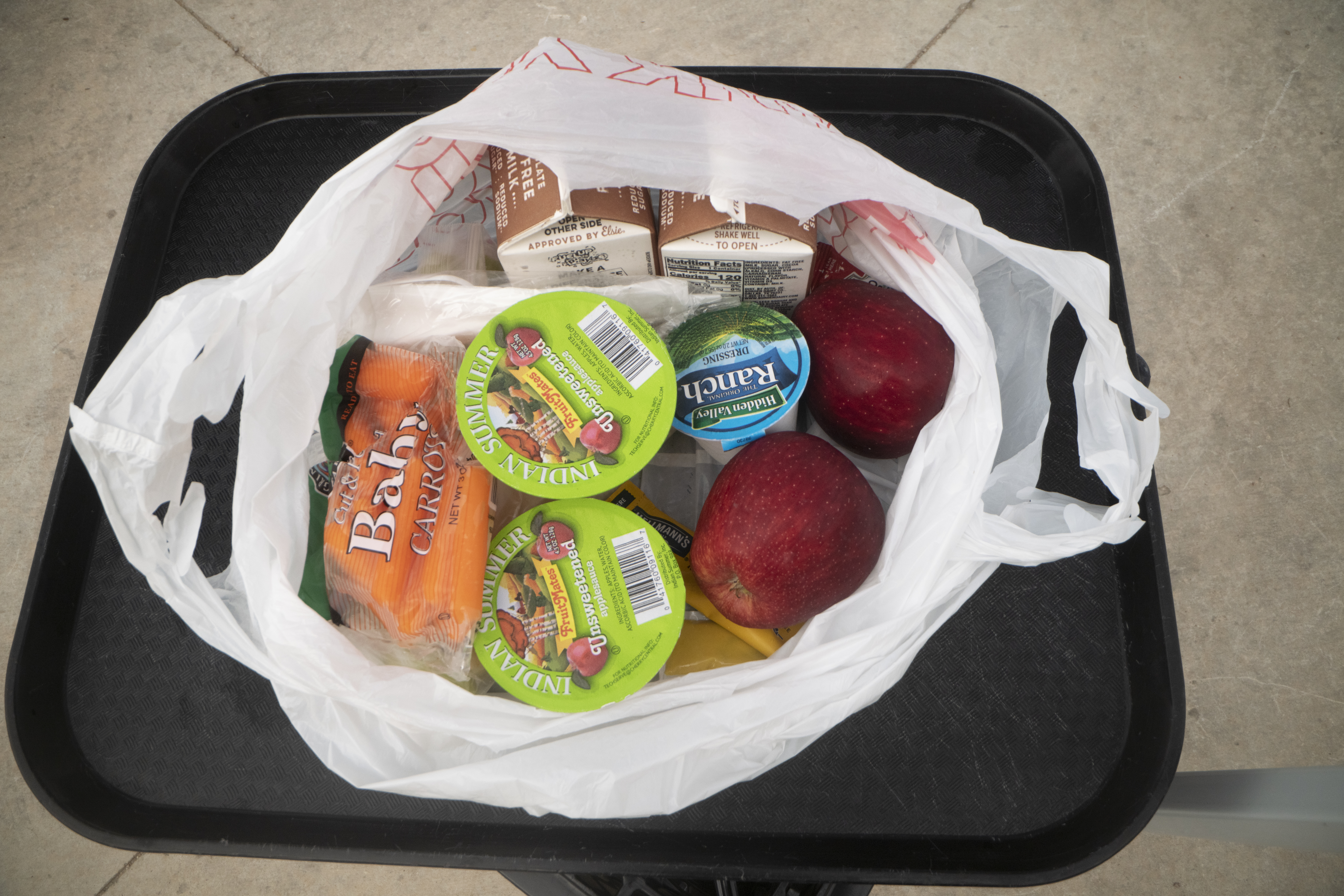
Distribuzione di sacchetti di pasti freddi.

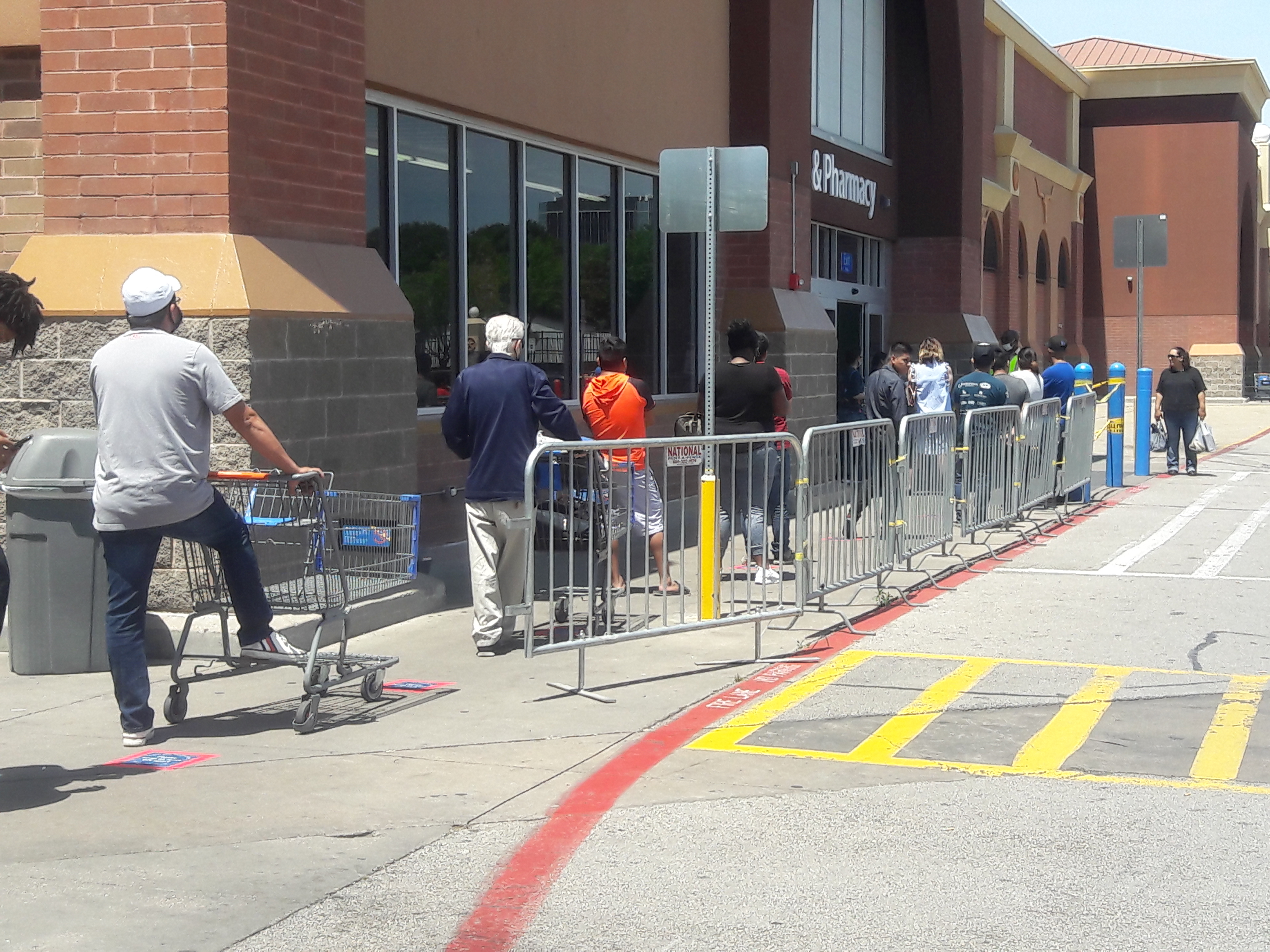
Code davanti alla catena di negozi Walmart ad Arlington nell'aprile 2020.

Il primo caso della pandemia di COVID-19 del 2020 in Texas, negli Stati Uniti, è stato confermato il 4 marzo 2020.
Il 5 maggio 2023, l'Organizzazione mondiale della sanità dichiara ufficialmente la fine della pandemia.

## Cronologia

### Marzo
4 marzo: i funzionari della sanità pubblica nella contea di Fort Bend hanno riportato un presunto risultato positivo per COVID-19 in un uomo di 70 anni che aveva recentemente viaggiato al di fuori degli Stati Uniti. L'uomo è stato ricoverato in condizioni stabili. Il nuovo caso è stato il primo in Texas al di fuori dei texani evacuati dalla provincia di Hubei in Cina e dalla nave da crociera Diamond Princess che è atterrata alla Joint Base di San Antonio nel gennaio 2020.
16 marzo: i funzionari della contea di Matagorda hanno annunciato il secondo caso positivo di COVID-19. Il paziente, un uomo di circa 90 anni, è morto domenica notte al Matagorda Regional Medical Center con sintomi compatibili con la malattia, la prima morte in Texas.

### Aprile
1º aprile: 44 studenti universitari dell'Università del Texas ad Austin sono risultati positivi per COVID-19. Fanno parte di un gruppo di 70 studenti universitari che hanno ignorato i messaggi per evitare grandi raduni e hanno noleggiato un volo per le vacanze di primavera a Cabo San Lucas, in Messico. Alcuni studenti hanno preso voli commerciali per tornare a casa negli Stati Uniti, spingendo i funzionari sanitari e altri a cercare di individuare chi altro poteva essere stato infettato, attraverso la ricerca dei contatti.

## Risposta del governo
Il 2 marzo, il sindaco di San Antonio Ron Nirenberg e la contea di Bexar hanno dichiarato uno "stato di disastro locale e di emergenza sanitaria pubblica" dopo che un individuo è stato rilasciato per errore dalla quarantena alla base comune di San Antonio. dal CDC prima che un terzo test sul coronavirus tornasse positivo. Successivamente, la città ha chiesto al governo degli Stati Uniti di estendere la quarantena dei cittadini statunitensi presso la base militare; La petizione è stata respinta dal giudice Xavier Rodríguez presso La Corte distrettuale degli Stati Uniti per il distretto occidentale del Texas. Sia la città di Dallas che la contea di Dallas hanno dichiarato un "disastro locale e di emergenza sanitaria pubblica".
Il 13 marzo, il governatore Greg Abbott ha dichiarato un disastro statale per ogni contea dello stato. Ha anche annunciato la prima struttura di test di guida a San Antonio e la sua espansione in altre città dello stato.